# Sanctuaire d'Éleusis
Le sanctuaire d'Éleusis ou sanctuaire des Grandes Déesses est le lieu d'initiation des citoyens d'Athènes et d'autres cités grecques aux rites des mystères d'Éleusis.
Le site archéologique est situé entre la ville moderne d'Éleusis et la côte du golfe Saronique, face à l'île de Salamine. Le sanctuaire occupait une terrasse au sud-est de l'acropole, qui porte aujourd'hui le musée archéologique d'Éleusis.

## Description du site archéologique

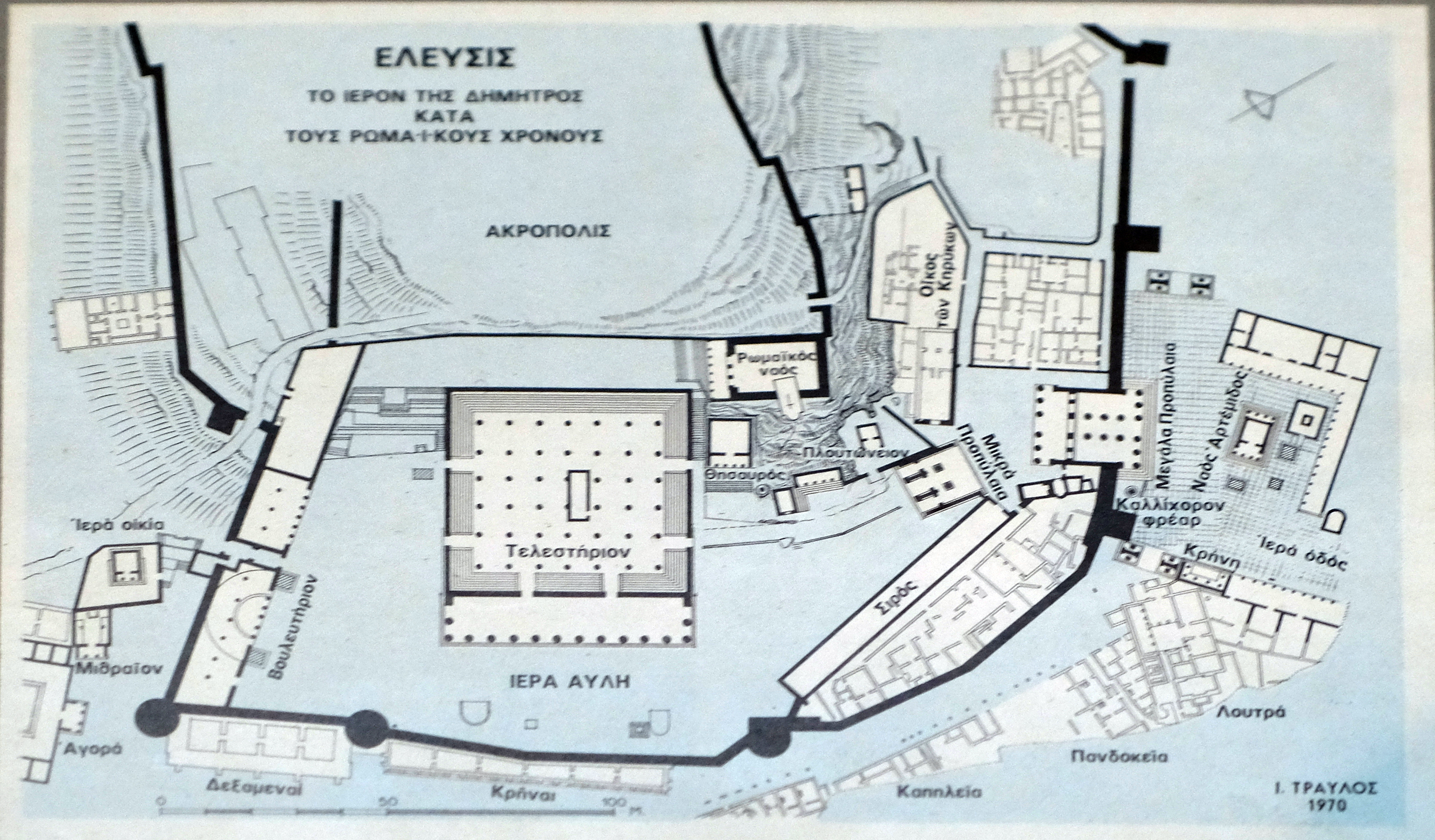
Plan du sanctuaire des mystères d'Éleusis.

Les fouilles ont révélé des murs d'enceinte assez bien conservés, érigés depuis l'époque de Pisistrate jusqu'à l'Empire romain.
Comme dans l'Antiquité, on pénètre sur le site archéologique par la Voie sacrée dallée qui donne accès à deux propylées romains.
Puis on atteint les vestiges du Télestérion, qui dessine au sol une vaste surface carrée, en partie creusée dans le roc, avec des gradins disposés sur les quatre côtés.

### Voie sacrée
La Voie sacrée quitte Athènes par la porte du Dipylon et le cimetière du Céramique, pour rejoindre le sanctuaire d'Éleusis, sensiblement par le même tracé que la route moderne de Daphni. Des vestiges ont été mis au jour près du pont de Skhisto (γέφυρα Σχιστού / géphura Skhistoú). La Voie sacrée atteint une cour dallée, devant l'entrée du sanctuaire.

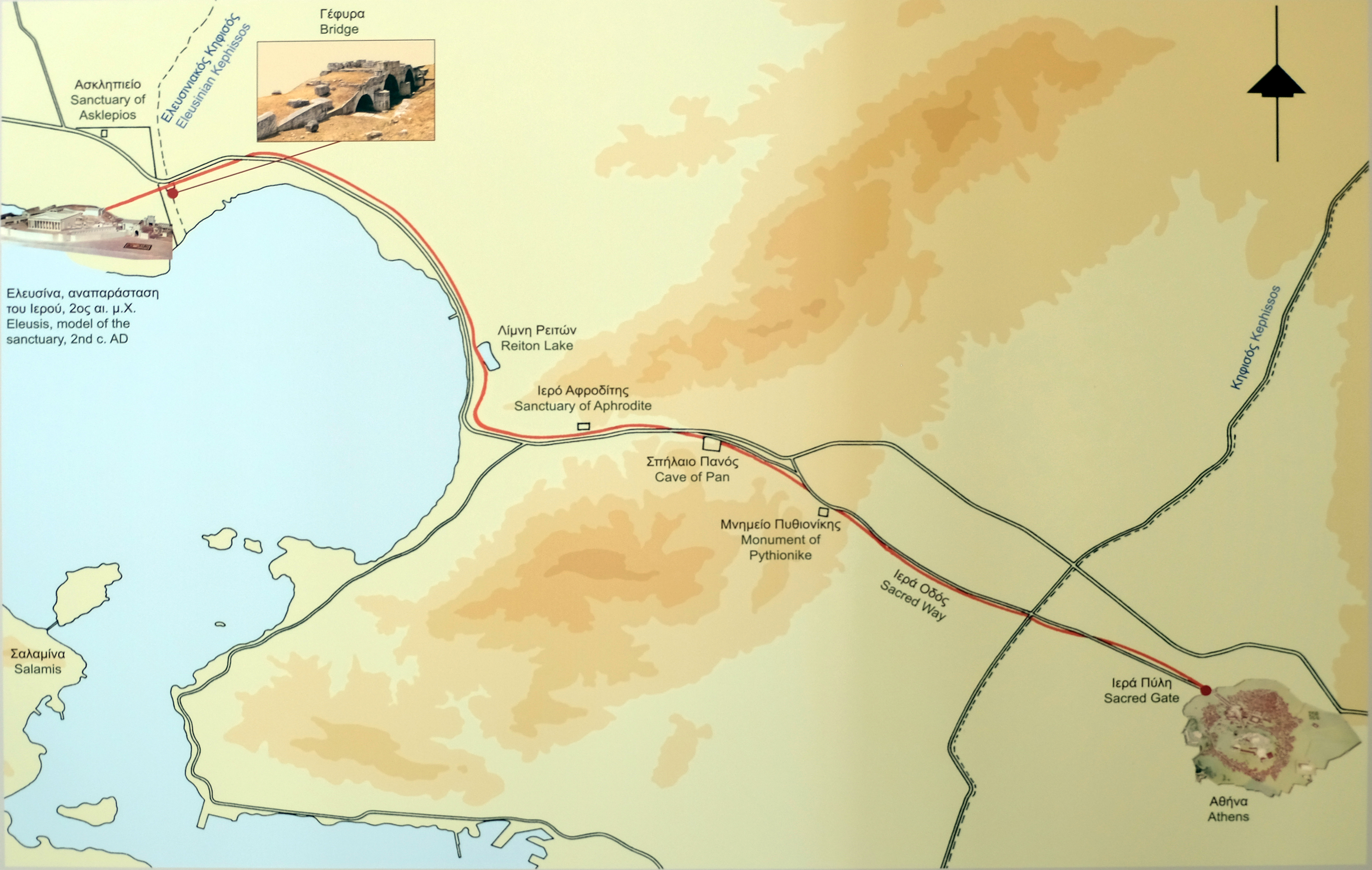
Plan de la Voie sacrée.
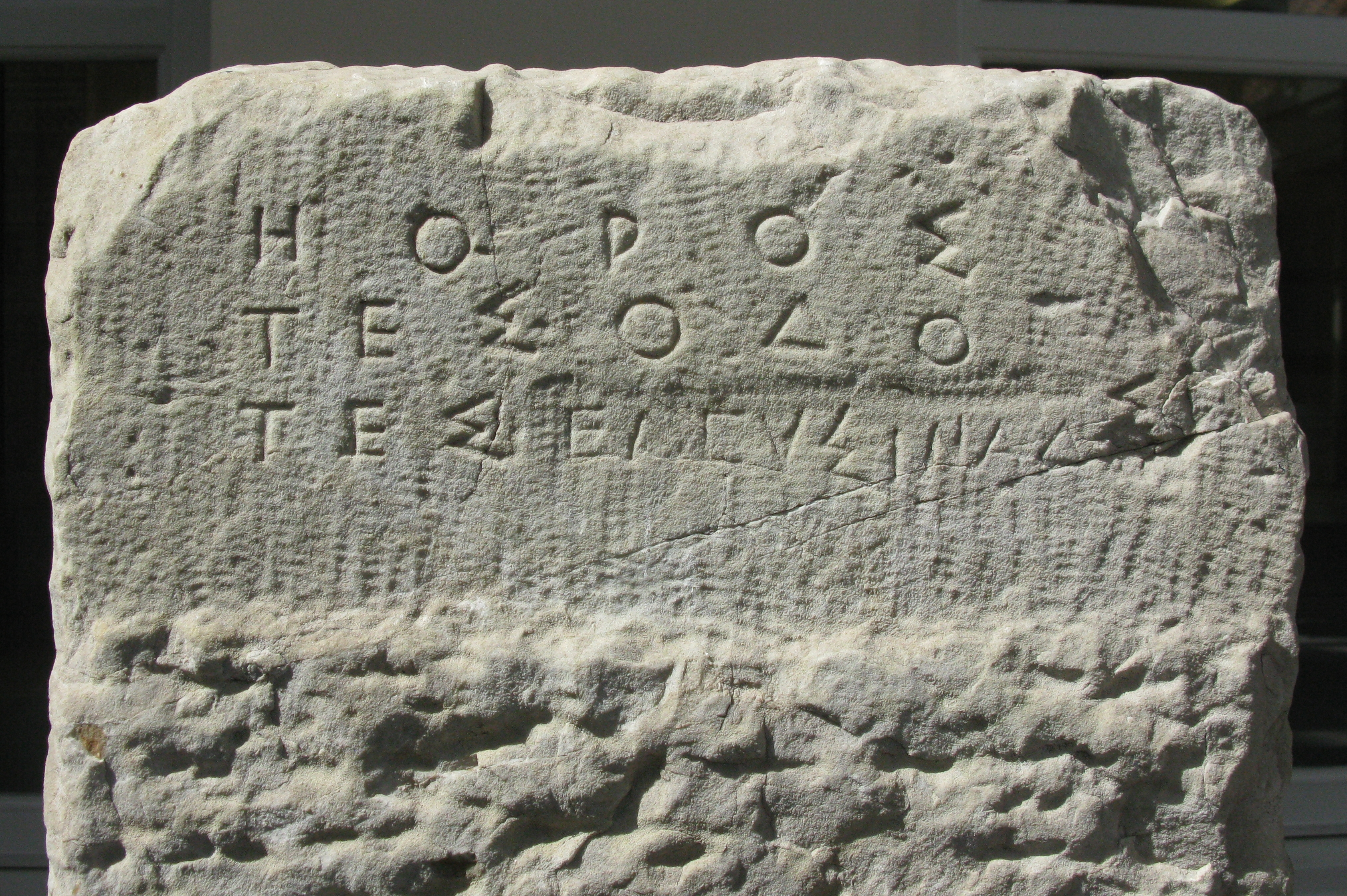
Borne  marquant la limite de la Voie Sacrée à Athènes. La fin de l'inscription d'origine, modifiée au Ve siècle av. J.-C., se lit ΗΟΡΟΣ ΤΕΣ ΟΔΟ ΤΕΣ ΕΛΕΥΣΙΝΑΔΣΙ (« Borne de la route d'Éleusis »). Vers 520 av. J.-C.. Trouvée dans le lit de l'Éridanos. Musée archéologique du Céramique.

### Cour dallée et temple d'Artémis
Le temple d'Artémis et de Poséidon Pater, de style dorique, à droite avant l'entrée du sanctuaire, est une reconstruction romaine d'un temple géométrique du -VIIIe siècle. Il en reste le soubassement et quelques éléments de l'entablement:381.

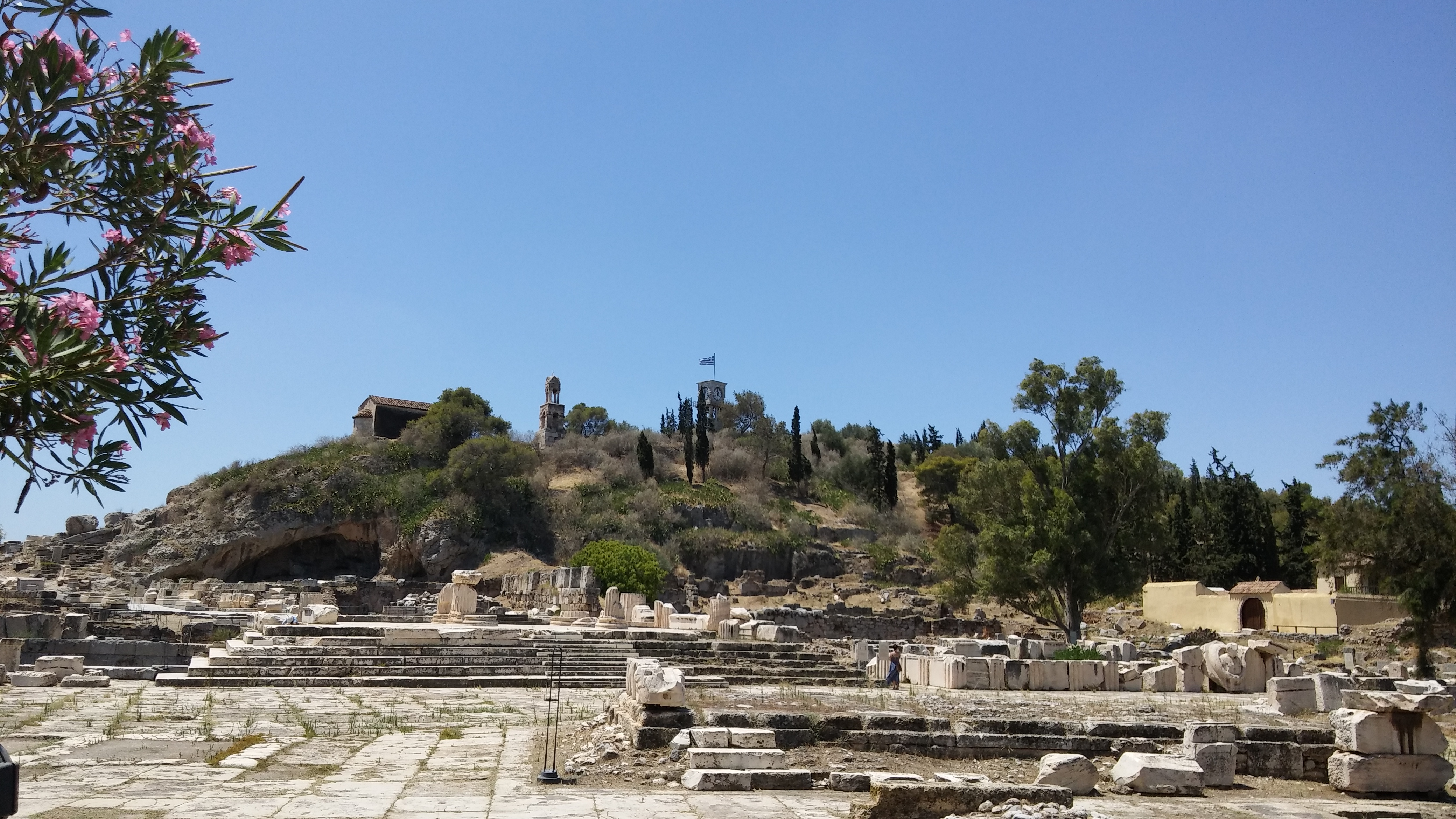
Cour dallée à l'entrée du sanctuaire. Le temple d'Artémis est au premier plan, à droite.
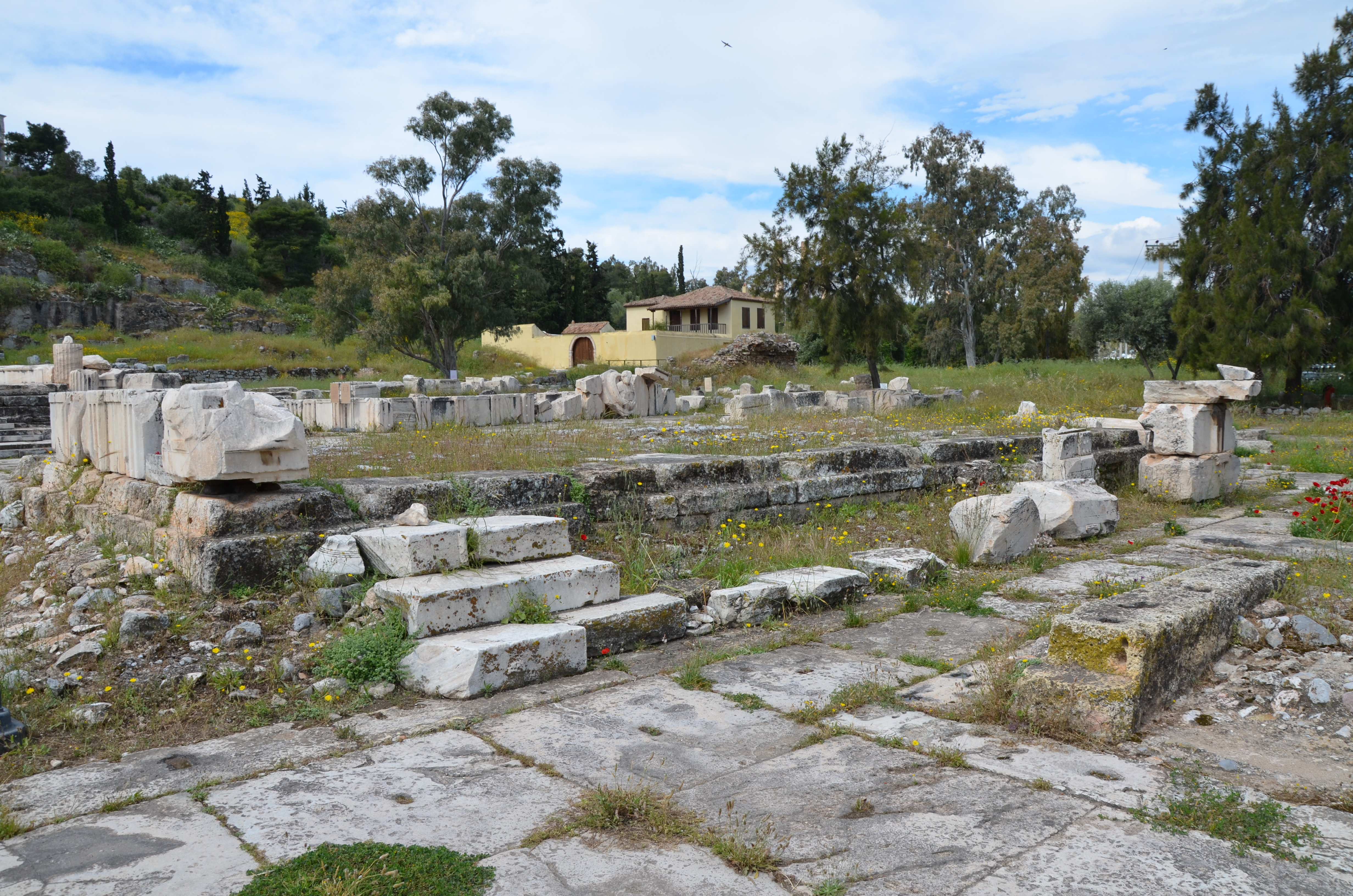
Temple d'Artémis

### Mur du téménos
Les limites du sanctuaire sont marquées par une vaste enceinte, doublée à l'entrée. L'enceinte extérieure, construite au début du -Ve siècle et restaurée à l'époque romaine, est coupée par le Grand Propylée, qui imite les Propylées de l'acropole d'Athènes:382.

### Grand Propylée
Un escalier à six degrés donne accès au soubassement dallé du Grand Propylée, construit sous Antonin le Pieux:382, qui développe une façade à six colonnes doriques. Le fronton, dont les vestiges sont exposés au sol, à droite du monument, montre le portrait très abîmé d'un empereur romain (Antonin le Pieux:382 ou Marc Aurèle).

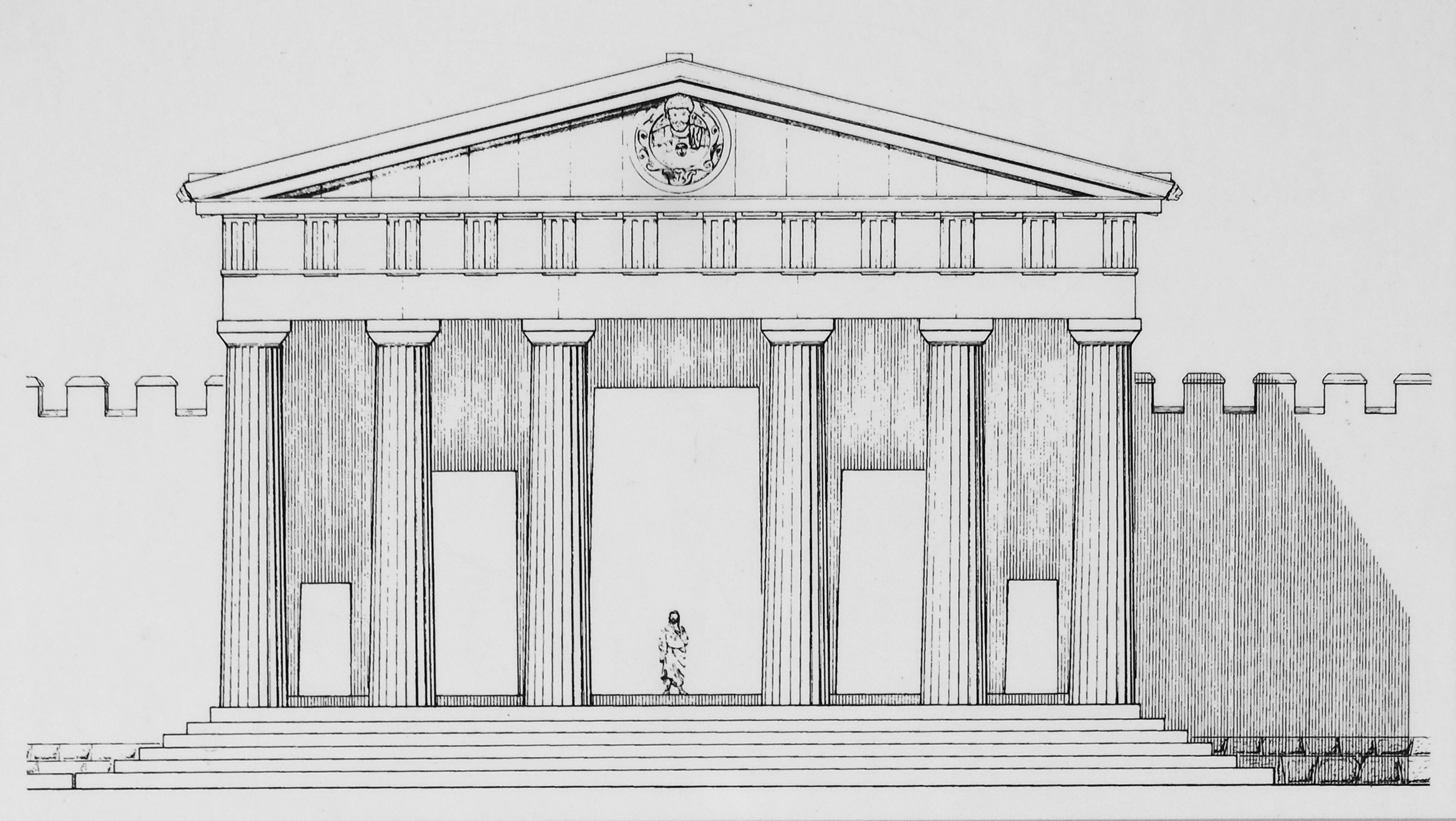
Reconstitution du Grand Propylée.
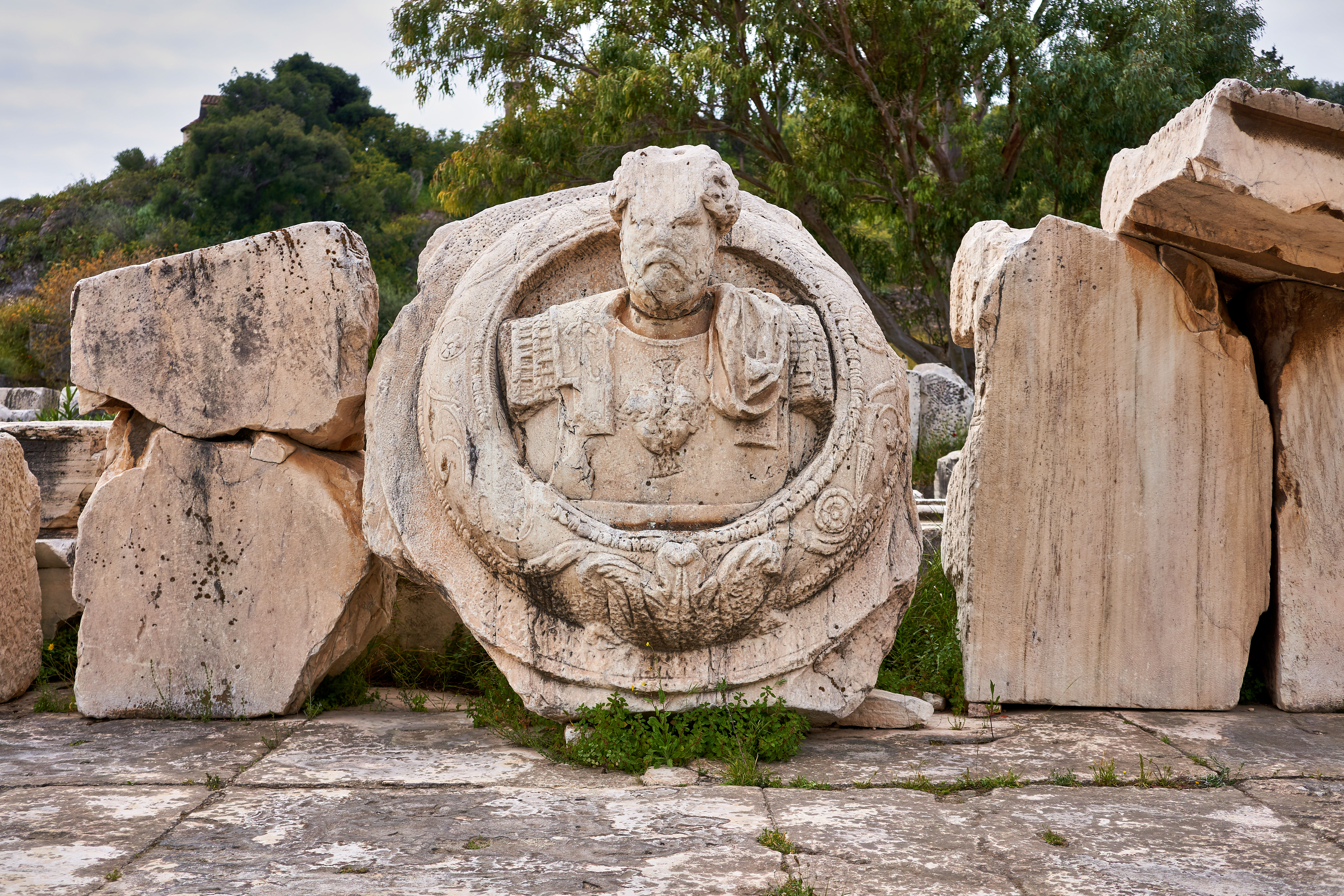
Éléments du fronton du Grand Propylée, avec le buste d'Antonin le Pieux ou de Marc Aurèle.
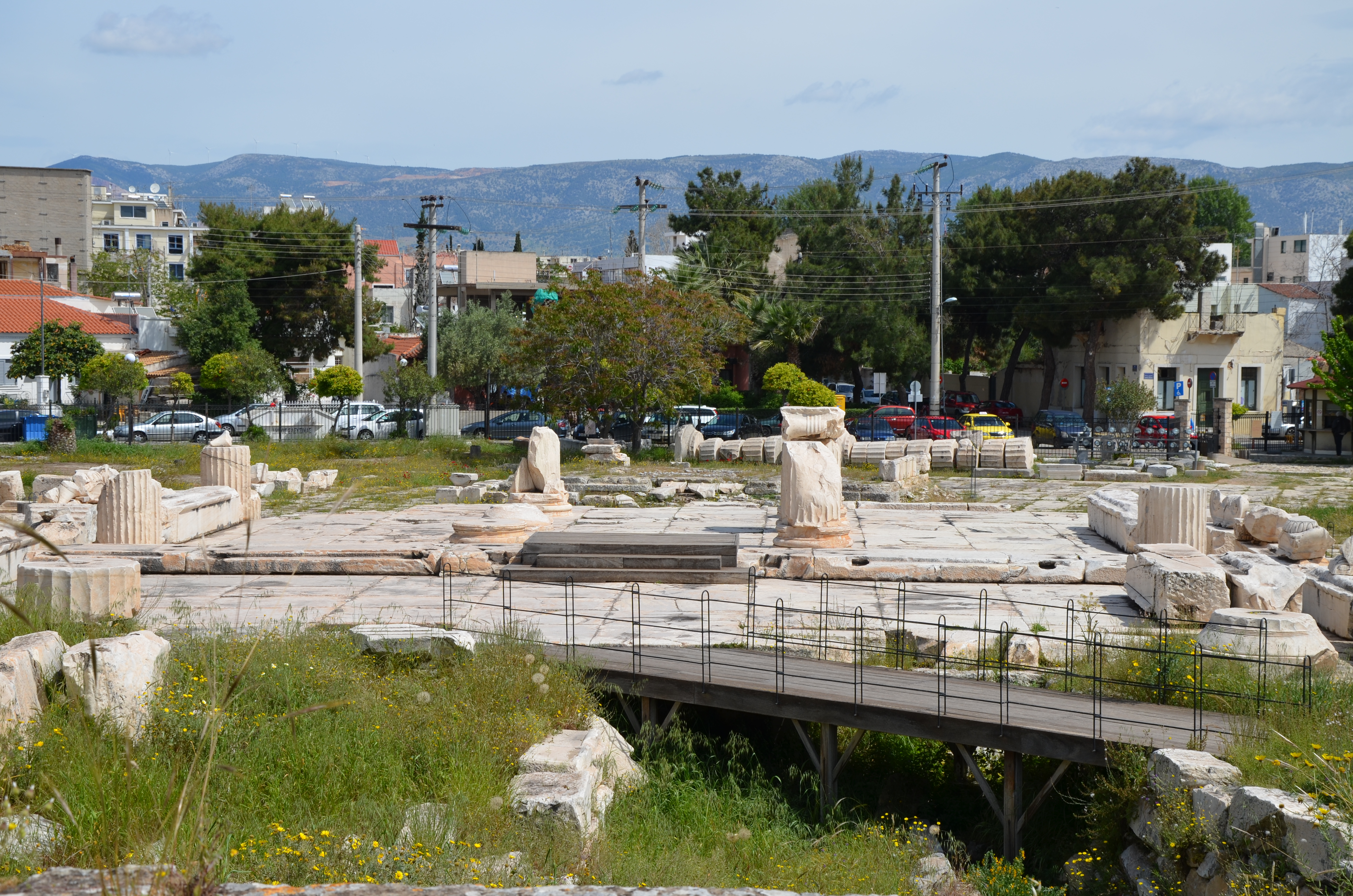
Grand Propylée, vers le nord-est.

### Petit Propylée
Un peu plus loin, le Petit Propylée, plus étroit, percé à travers l'enceinte intérieure, donne accès au sanctuaire proprement dit. Le monument actuel est une construction romaine datant de -54, due au proconsul Appius Claudius Pulcher, ami de Cicéron, remplaçant une porte fortifiée du temps de Pisistrate (-VIe siècle). On remarque au sol les traces profondes des gonds de la porte et les ornières laissées par ses battants:383.

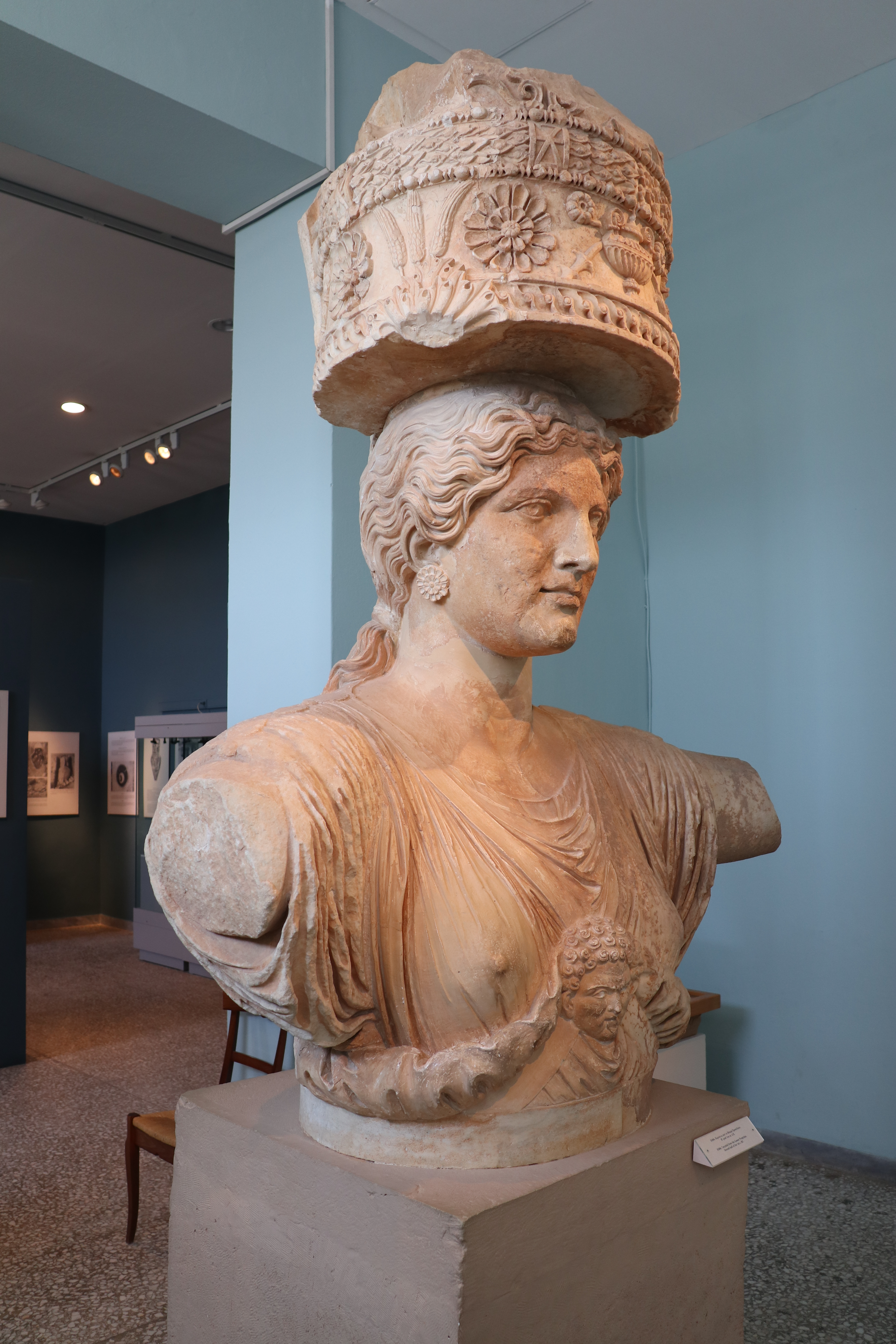
Caryatide du Petit Propylée, seconde moitié du -Ier siècle (inv. 5105).
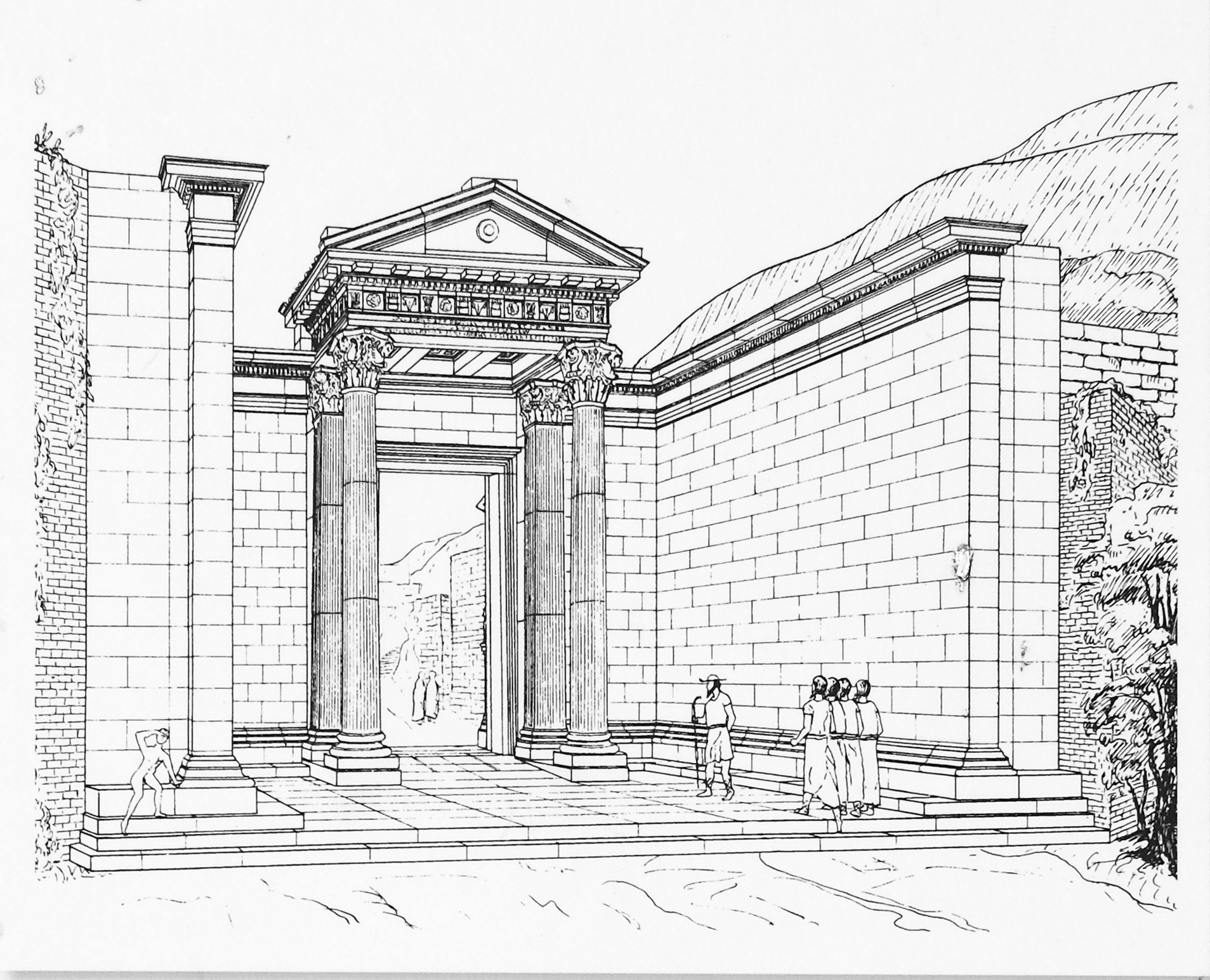
Reconstitution du Petit Propylée.
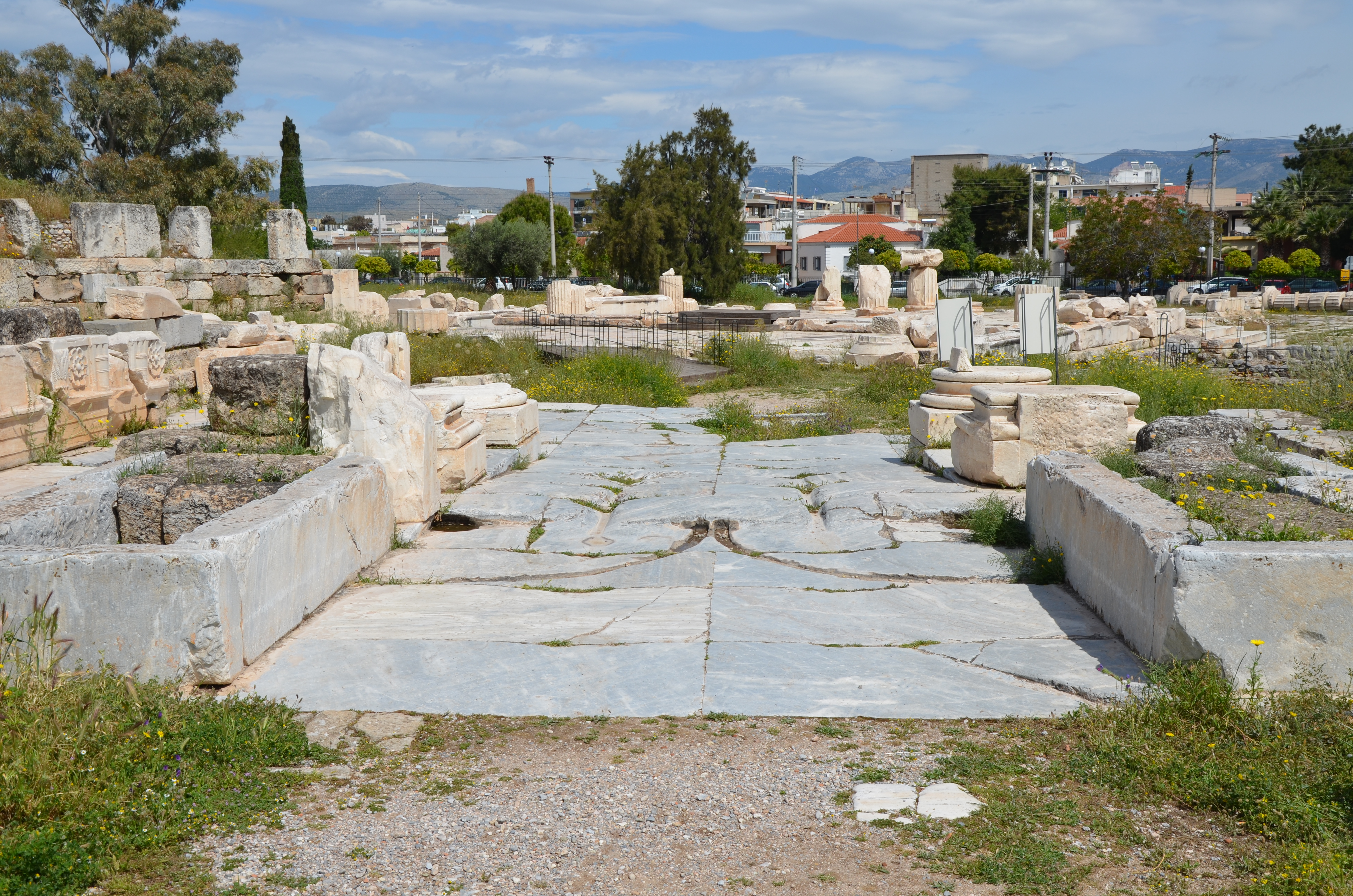
Petit Propylée : traces des gonds et des galets de roulement des portes.

### Ploutonion
À droite, au creux d'une petite falaise, deux grottes adjacentes représentent l'endroit (Πλουτώνιον : le Ploutonion ou Ploutonéion) où Hadès enleva Perséphone.
Devant la plus grande des grottes se tiennent les vestiges du temple d'Hadès, un petit édifice de type mégaron in antis, dont on distingue le plan:384.

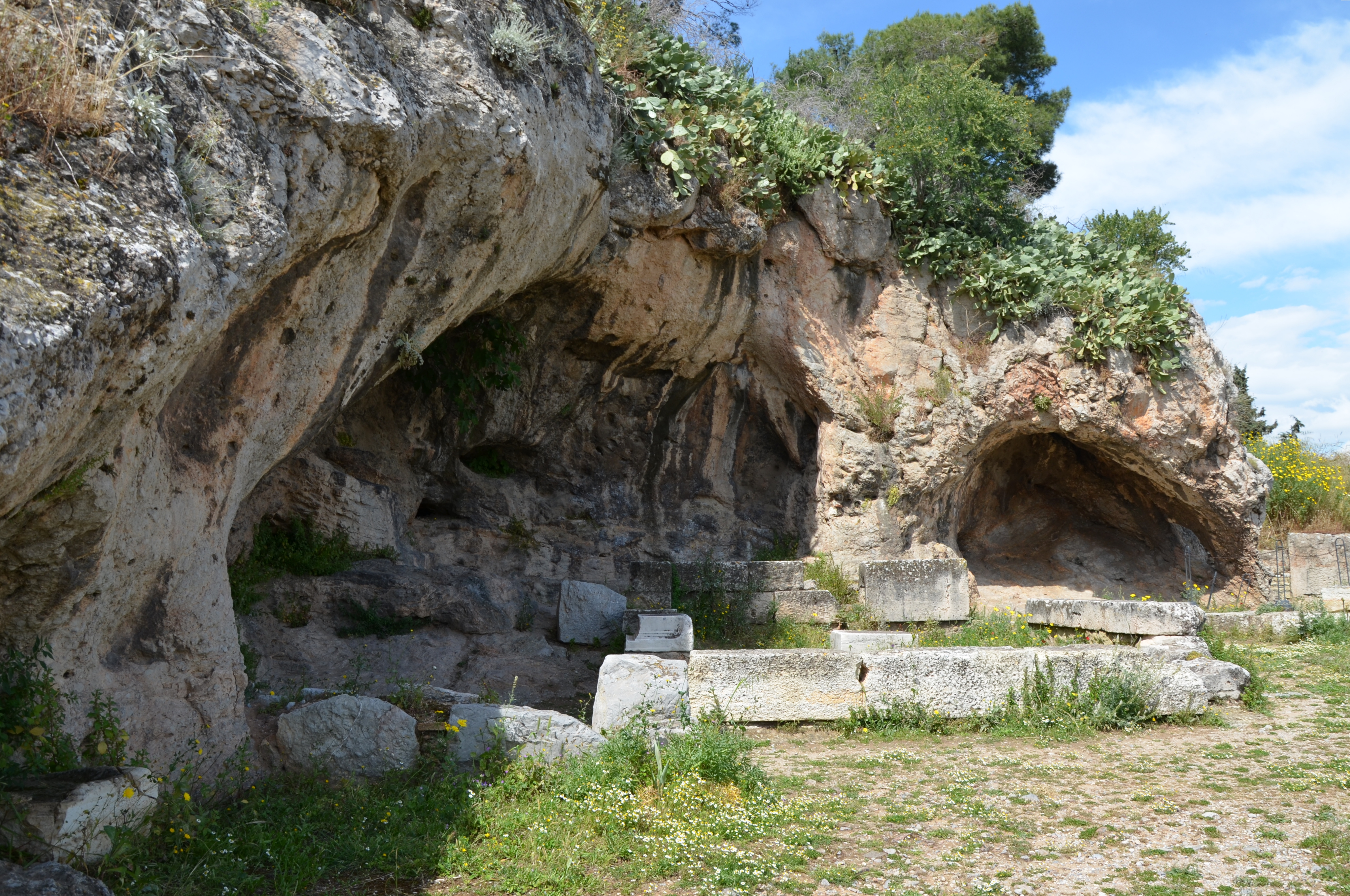
Ploutonion : grottes, vestiges du temple.
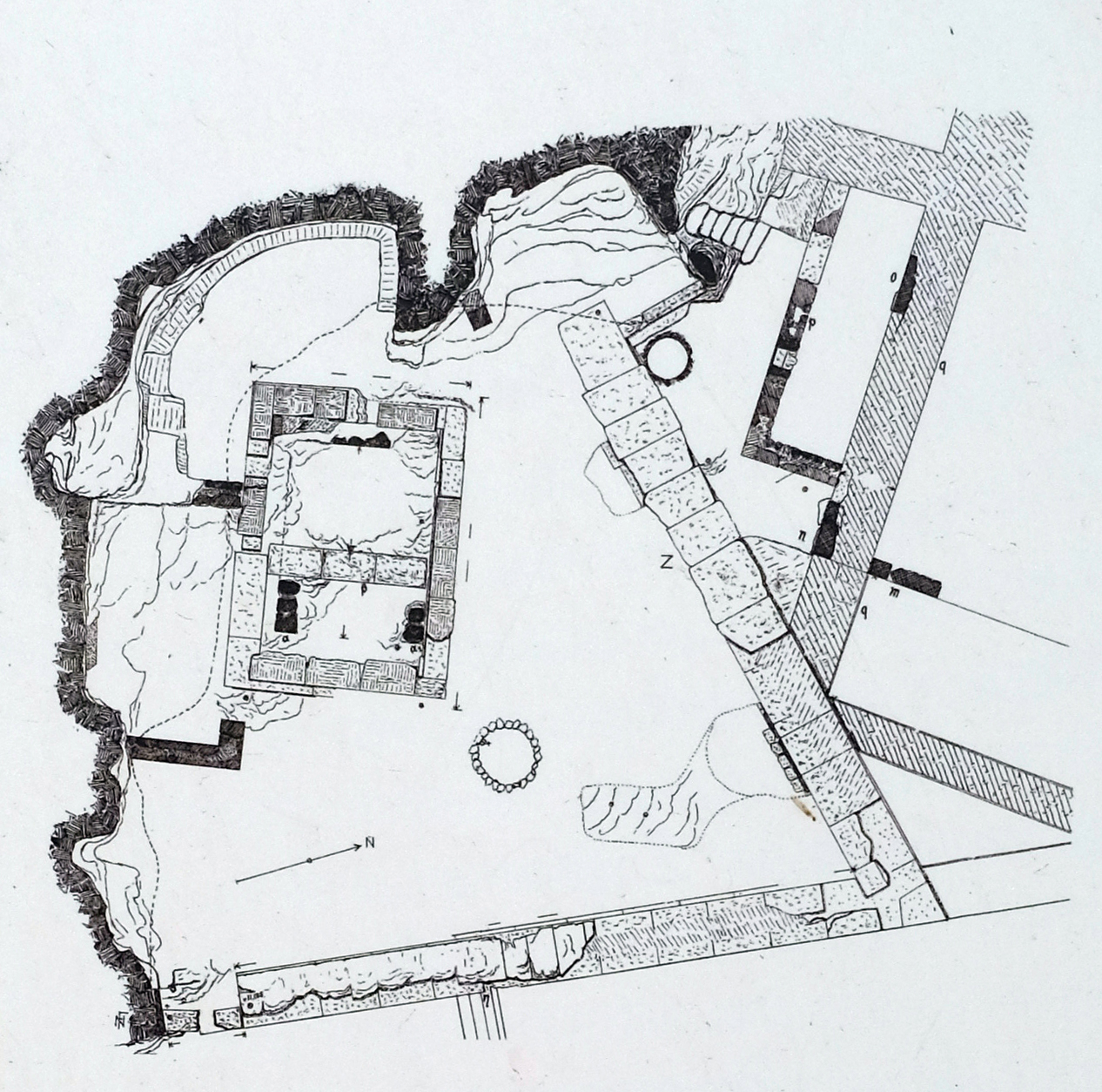
Plan du Ploutonéion et des abords.
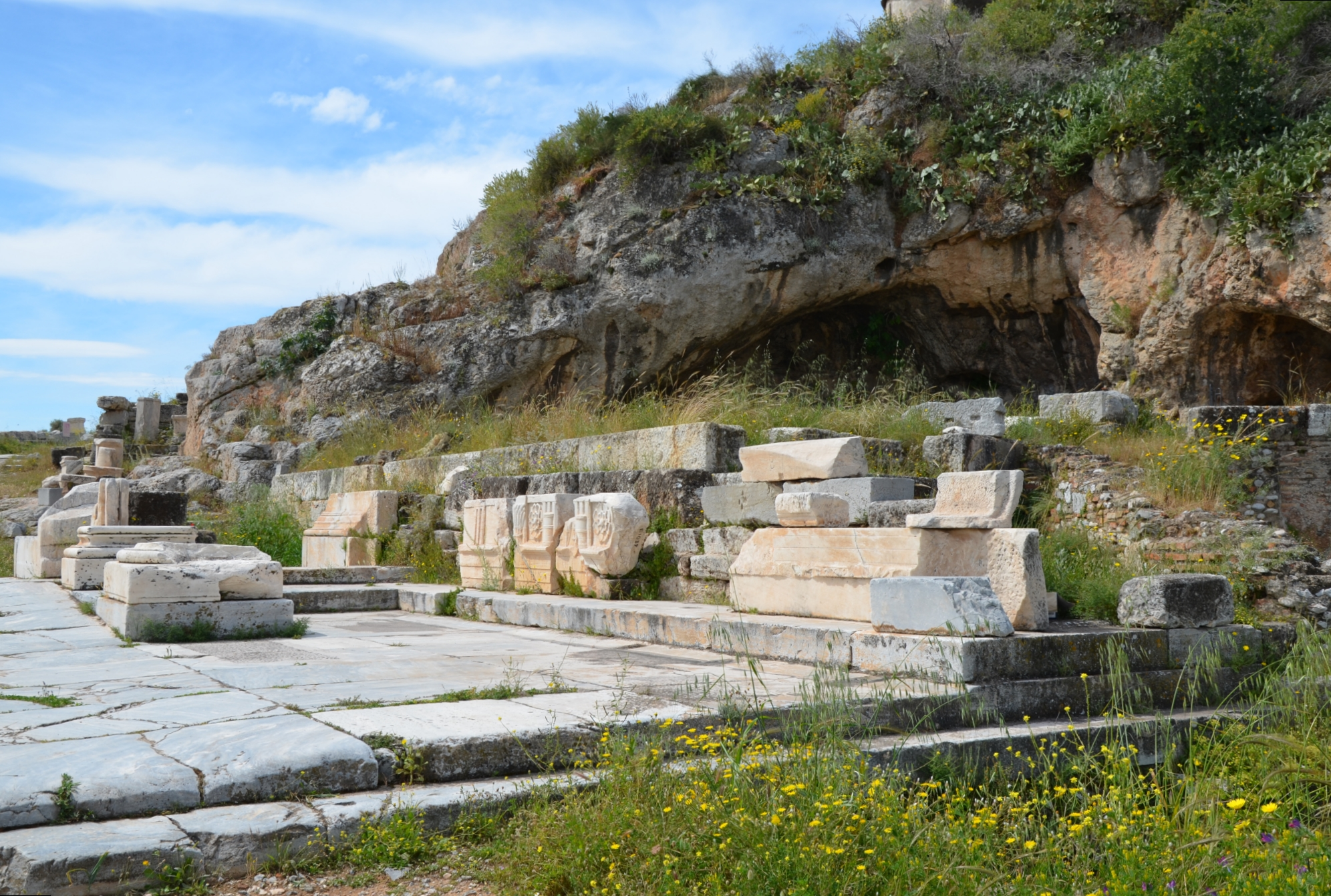
Le Ploutonion, vu du Petit Propylée.

### Télestérion

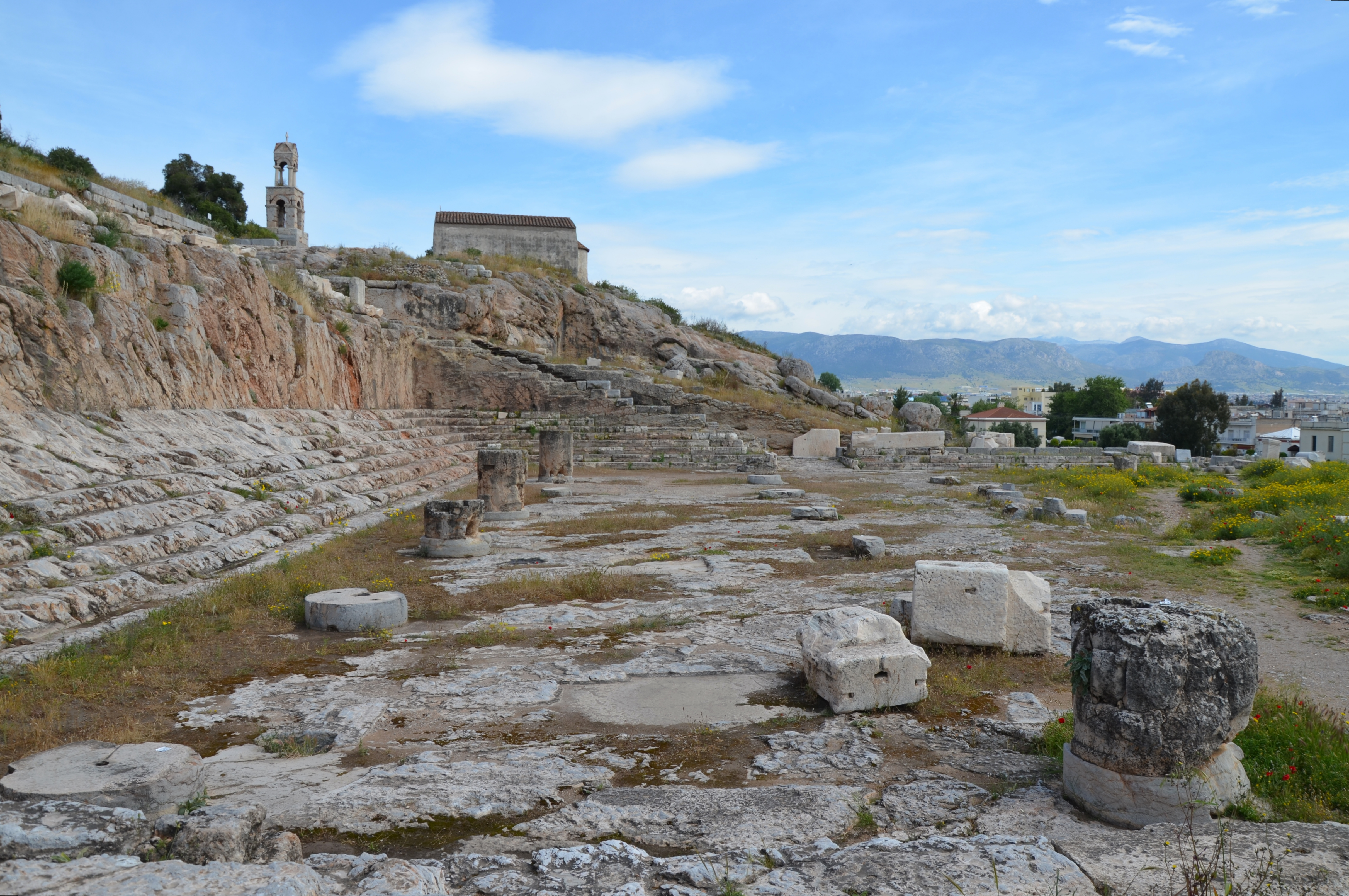
Gradins du Télestérion

Le Télestérion (« salle d'initiation », du grec τελείω, « compléter, accomplir, consacrer, initier ») est la grande salle d'assemblée des initiés, le cœur du sanctuaire. Ces cérémonies d'initiation, dédiées à Déméter et à Perséphone, figurent parmi les plus anciens et les plus sacrés de tous les rites religieux célébrés en Grèce.
Les mystères d'Éleusis étaient célébrés chaque année, à Éleusis et à Athènes, durant neuf jours, du 15 au 23 du mois de Boédromion (septembre ou octobre du calendrier grégorien). À l'apogée des cérémonies, les initiés étaient introduits dans le Télestérion : les reliques sacrées de Déméter leur étaient présentées et les prêtresses révélaient leur vision de la nuit sacrée (probablement un feu qui représentait une possibilité de vie après la mort). C’était la partie la plus secrète des Mystères et il était strictement interdit aux initiés de parler des rites qui se déroulaient dans le Télestérion.
Le sanctuaire était renommé au IVe siècle, mais il a été fermé lors de la persécution systématique du IVe au Ve siècles des "païens" par les chrétiens à la fin de l'Empire romain qui voulaient totalement éradiquer les religions polythéistes. Notons qu'elles étaient empruntes de philosophies qui ont disparu alors.

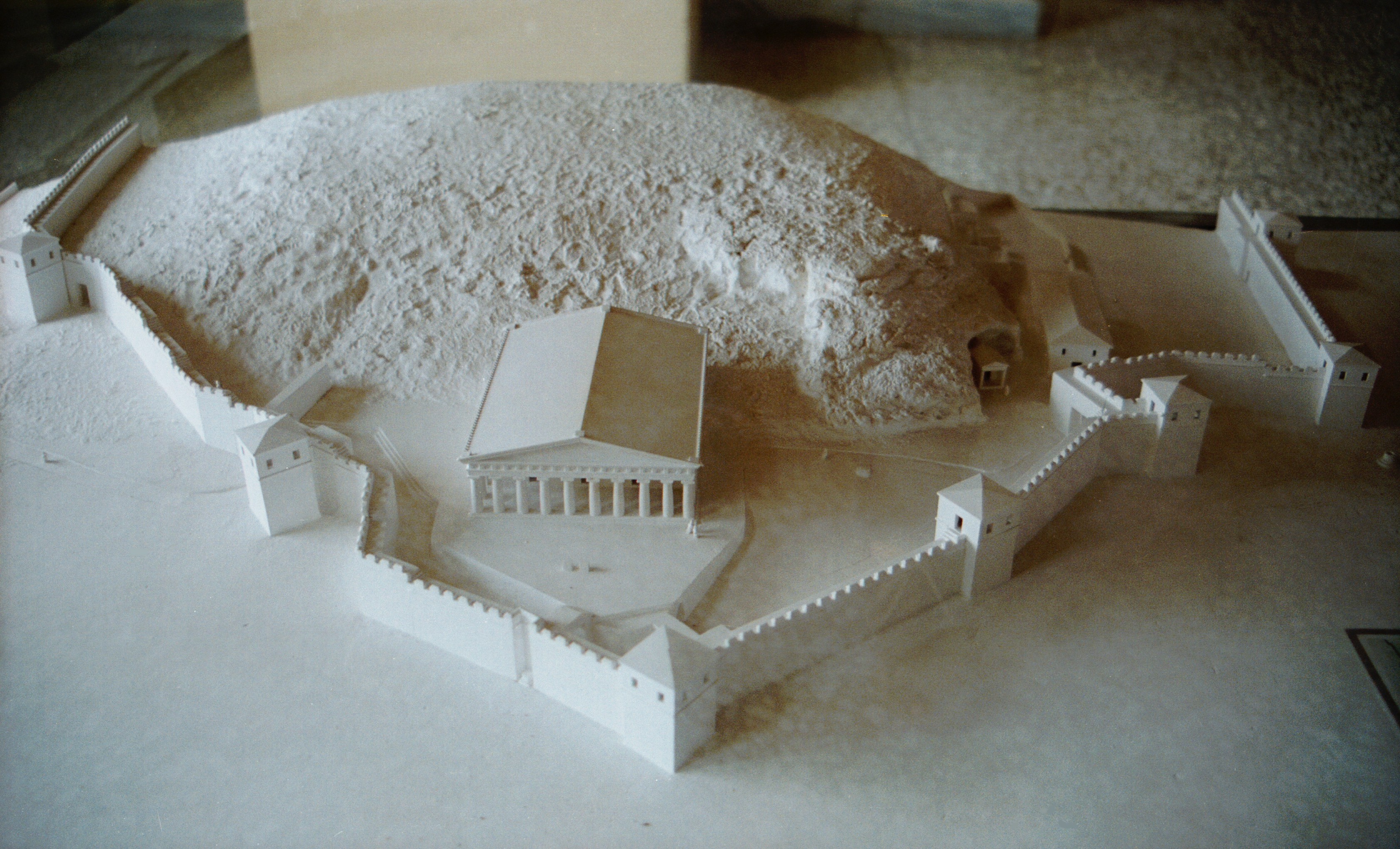
Le sanctuaire à la fin du -VIe siècle, après les travaux de Pisistrate. Musée archéologique d'Éleusis.
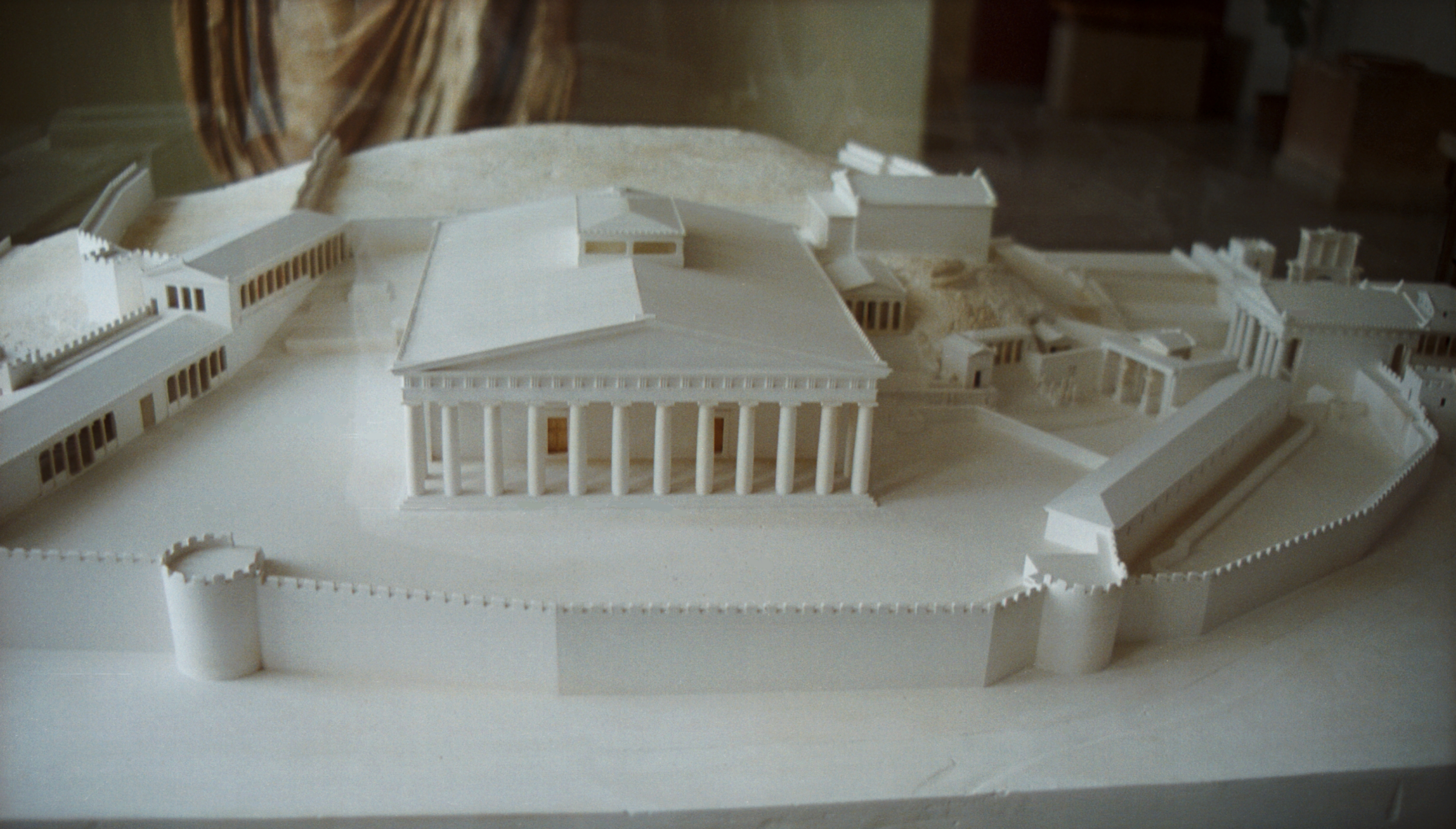
Le sanctuaire à l'époque romaine. Musée archéologique d'Éleusis.

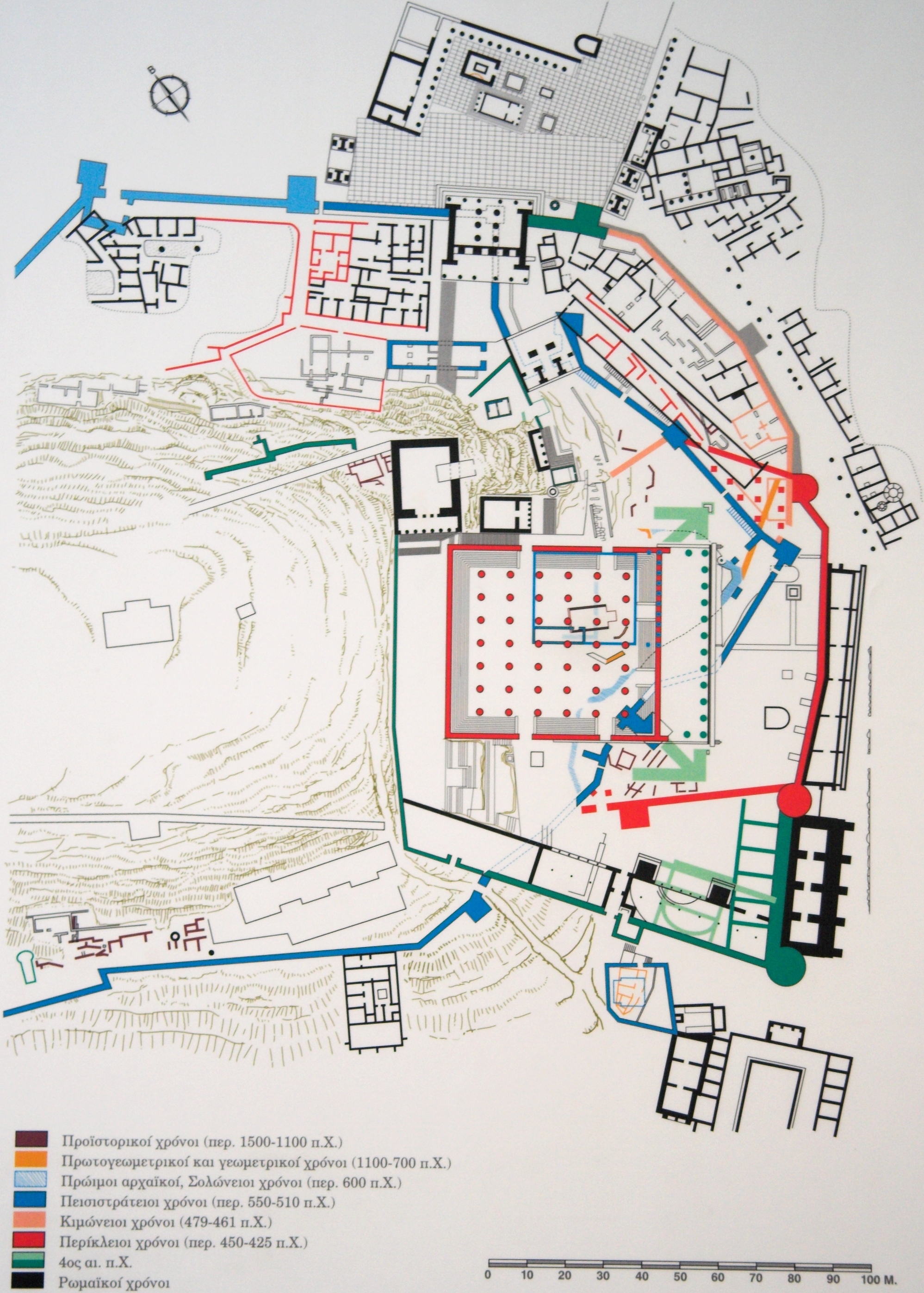
Plan du sanctuaire. Le mur de Pisistrate (seconde moitié du -VIe siècle) est en bleu, le Télestérion et l'enceinte du temps de Périclès sont en rouge, le portique et les ajouts de Philon en vert, les éléments romains en noir.

Le site du Télestérion aurait abrité un temple depuis le -VIIe siècle, époque où fut composé l’Hymne homérique à Déméter, l'un des trente-trois Hymnes homériques (-650 / -550). Le Télestérion a connu dix phases de construction.
Il fut détruit par les Perses en -480, alors que les Athéniens se retiraient vers Salamine et que l'Attique tout entière était tombée sous les assauts de l'armée perse, qui incendia Athènes.
Après la défaite des Perses, le Télestérion fut reconstruit sous Périclès. Iktinos, le grand architecte du Parthénon, conçut le nouveau Télestérion assez grand pour accueillir plusieurs milliers de personnes. Vers -318, Philon lui ajouta un portique à douze colonnes doriques.
En 170 après J.-C., sous le règne de l'empereur romain Marc Aurèle, une ancienne tribu appelée les Costoboques, venue du nord de la Dacie, lança une invasion du territoire romain au sud du Danube, pénétrant en Thrace et ravageant les provinces de Macédoine et d'Achaïe. Les Costoboques atteignirent Éleusis, où ils détruisirent le Télestérion. L'empereur répondit en envoyant en Grèce le général Vehilius Gratus Iulianus avec des renforts d'urgence qui finalement vainquirent les Costoboques. Marc Aurèle fit alors reconstruire le Télestérion.
En 396, ce sont les troupes du Wisigoth Alaric qui envahissent l'Empire romain d'Orient et ravagent l'Attique, détruisant à nouveau le Télestérion, cette fois définitivement:381.

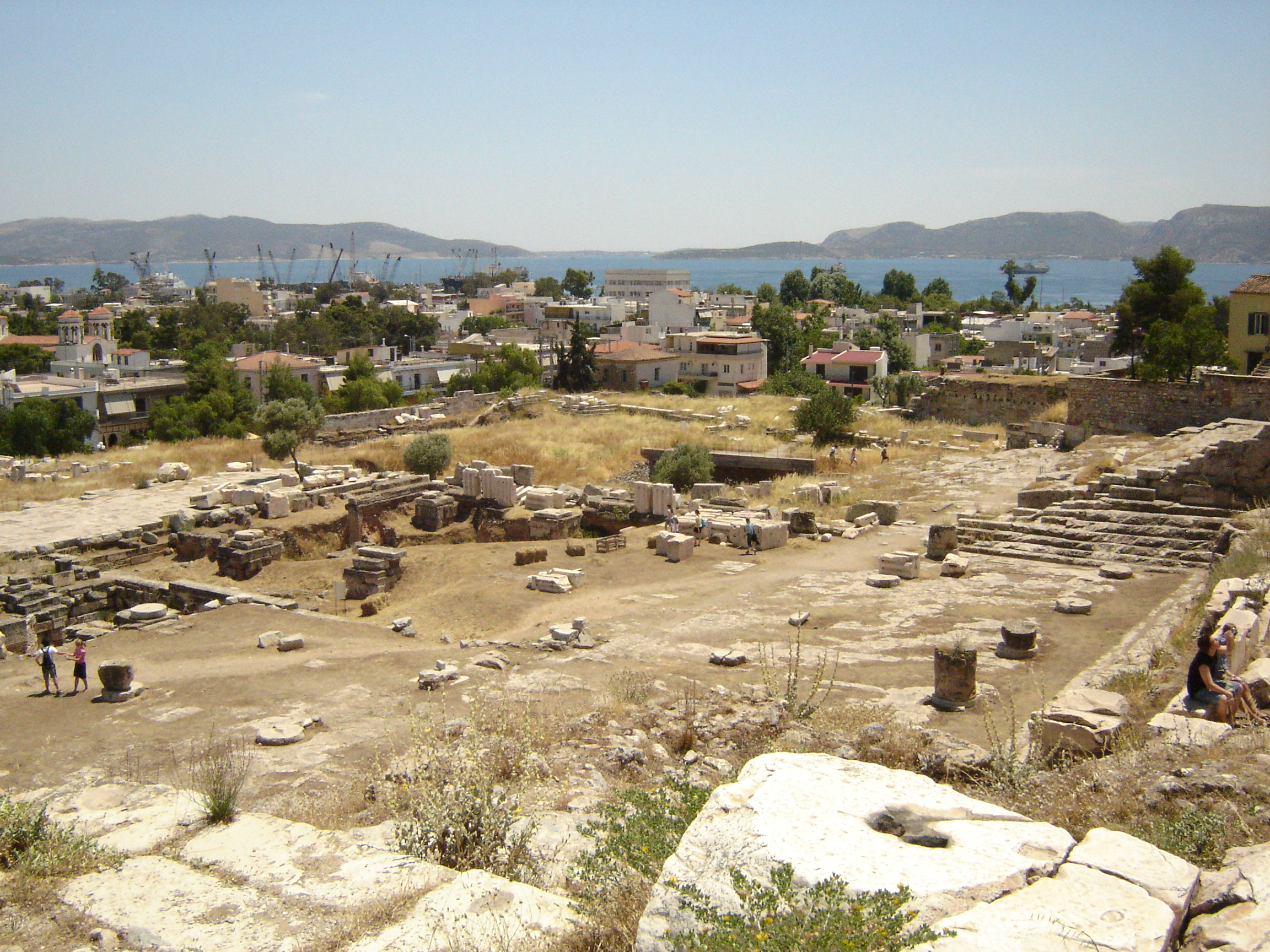
Vue d'ensemble du Télestérion
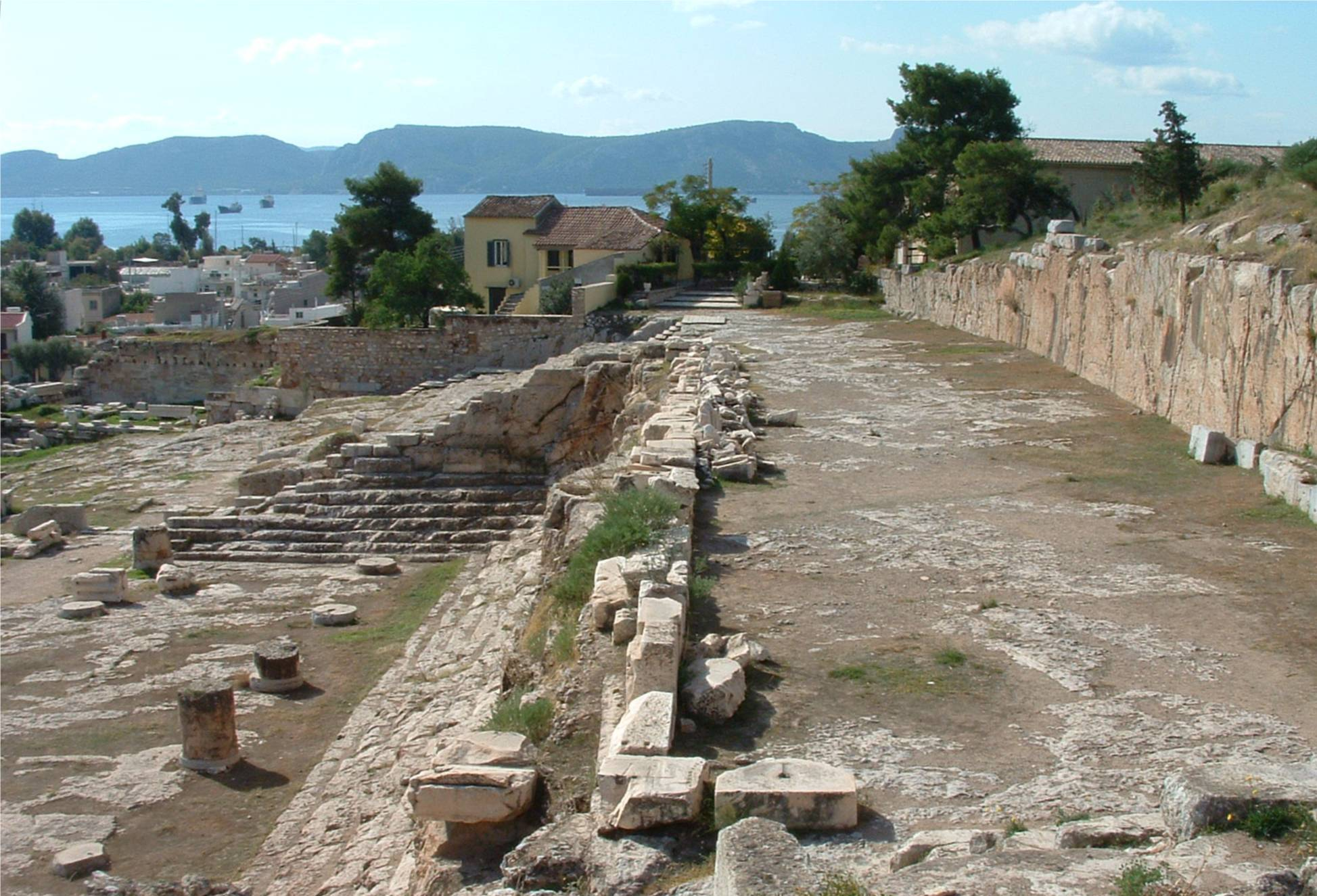
Gradins et terrasse du Télestérion
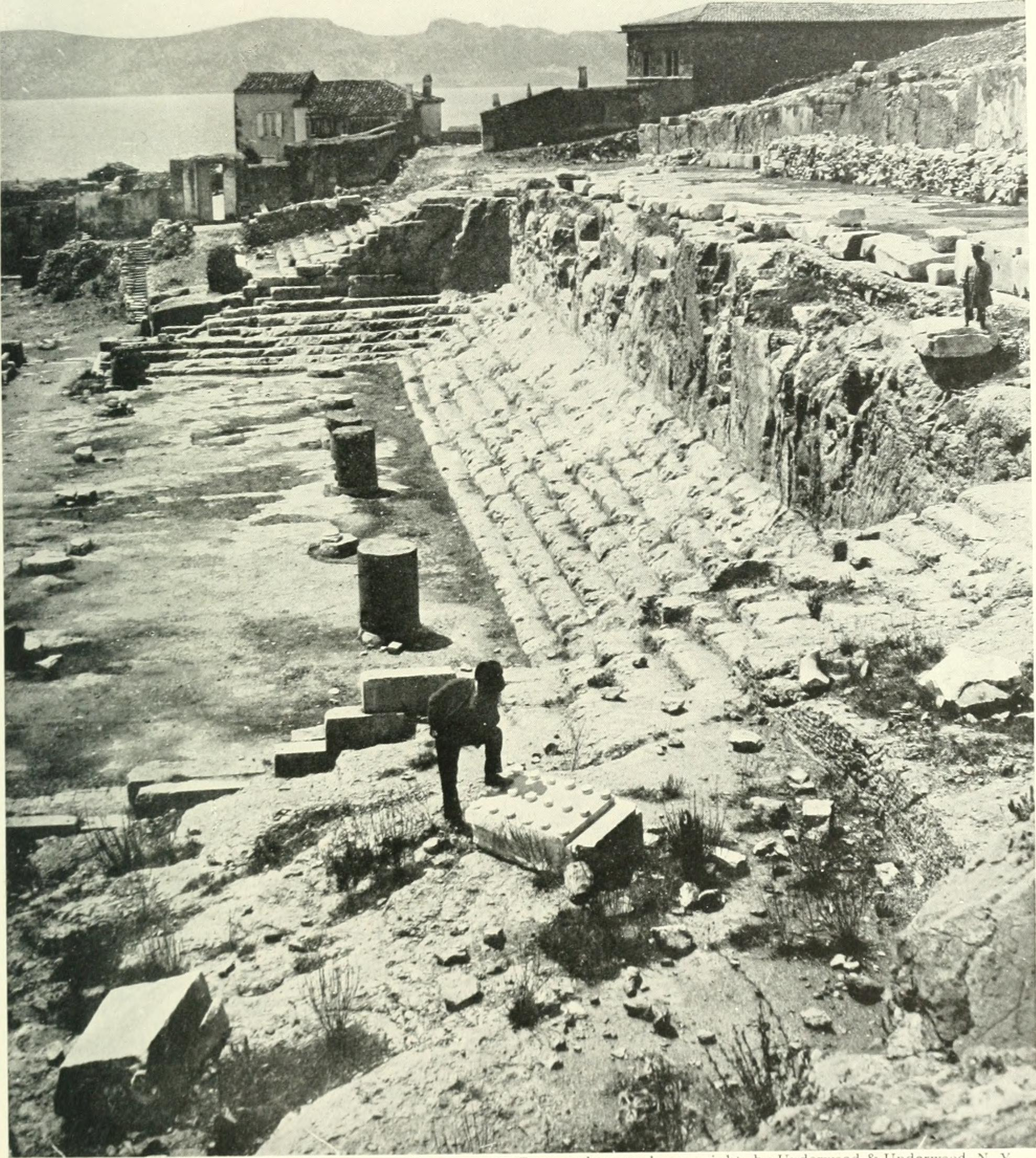
Gradins du Télestérion, en 1913.

## Sources, références
1. 1 2  Smith, Sir William, ed., Dictionary of Greek and Roman Antiquities, Boston, Little, Brown, and Company, 1859, 2e éd. (lire en ligne), « Eleusinia », p. 452
2. 1 2 3 4 5 6 7  Robert Boulanger, Guide bleu, Hachette, Paris, édition 1967
3. ↑  (it) Tommaso Serafini, « Telesterion: contributo alla definizione di una tipologia architettonica e funzionale », Annuario della Scuola Archeologica di Atene e delle Missioni Italiane in Oriente,‎ 2019, p. 130-156 (lire en ligne, consulté le 1er décembre 2020)
4. ↑  
Hymne homérique à Déméter, traduit par Gregory Nagy
5. ↑  Wilson, Nigel Guy, ed., Encyclopedia of Ancient Greece, 2006, 255–257 p. (lire en ligne)